# Alain Cervantes
Alain Cervantes (Morón, Cuba, 17 de noviembre de 1983) es un exfutbolista de Cuba que jugaba en la posición de extremo.

## Carrera

### Club
Jugó toda su carrera con el FC Ciego de Ávila de 2002 a 2019, equipo con el que fue campeón nacional en tres ocasiones.

### Selección nacional
Jugó para Cuba en 68 ocasiones de 2003 a 2016 y anotó ocho goles, participó en cinco ediciones de la Copa de Oro de la Concacaf y en 14 partidos de clasificación para la Copa Mundial de Fútbol.
| # | Fecha      | Sede                                                      | Rival      | Resultado | Torneo                                               |
| - | ---------- | --------------------------------------------------------- | ---------- | --------- | ---------------------------------------------------- |
| 1 | 20-6-2004  | Estadio Alejandro Morera Soto, Alajuela, Costa Rica       | Costa Rica | 1-1       | Clasificación para la Copa Mundial de Fútbol de 2006 |
| 2 | 21-12-2004 | Stade d'Honneur de Dillon, Fort-de-France, Martinica      | Martinica  | 2-0       | Copa del Caribe de 2005                              |
| 3 | 11-12-2005 | Gillette Stadium, Foxborough, Estados Unidos              | Canadá     | 2-1       | Copa de Oro de la Concacaf 2005                      |
| 4 | 23-1-2007  | Hasely Crawford Stadium, Port of Spain, Trinidad y Tobago | Guadalupe  | 2-1       | Copa del Caribe de 2007                              |
| 5 | 23-1-2007  | Hasely Crawford Stadium, Port of Spain, Trinidad y Tobago | Guadalupe  | 2-1       | Copa del Caribe de 2007                              |
| 6 | 27-10-2008 | Estadio Pedro Marrero, La Habana, Cuba                    | Surinam    | 6-0       | Clasificación para la Copa del Caribe de 2008        |
| 7 | 27-10-2008 | Estadio Pedro Marrero, La Habana, Cuba                    | Surinam    | 6-0       | Clasificación para la Copa del Caribe de 2008        |
| 8 | 12-11-2010 | Antigua Recreation Ground, St. John's, Antigua y Barbuda  | Surinam    | 3-3       | Clasificación para la Copa del Caribe de 2010        |

## Logros
- Campeonato Nacional de Fútbol de Cuba (3): 2003, 2010, 2014